# Mangoma
Mangoma is een geslacht van vliesvleugeligen uit de familie Eurytomidae. De wetenschappelijke naam van dit geslacht is voor het eerst geldig gepubliceerd in 1986 door Subba Rao.

## Soorten
Het geslacht Mangoma omvat de volgende soorten:
- Mangoma salicis (Walker, 1834)
- Mangoma spinidorsum Subba Rao, 1986